# Dirk Verbeuren
Dirk Verbeuren (Anversa, 8 gennaio 1975) è un batterista belga naturalizzato statunitense, principalmente noto come membro della band thrash metal Megadeth.

## Biografia
Ex batterista del gruppo svedese Soilwork. Molto attivo nella scena heavy metal, avendo collaborato con numerosi artisti e gruppi tra cui Devin Townsend, Satyricon, Naglfar, The Project Hate MCMXCIX e altri. Nel 2011 ha fondato una band grindcore chiamata Bent Sea. 
Il 15 luglio 2016, dopo aver preso il posto del session man di fiducia della band  Chris Adler, viene ufficializzata la sua entrata in formazione nei Megadeth; così lascia la sua vecchia band, i Soilwork.

## Equipaggiamento
Verbeuren è approvato da tamburi Tama e bacchette, piatti Meinl, Evans Drumheads, software Toontrack, dB drumshoes e monitor in-ear Alien Ears. 
Ha registrato quattro elaborati pacchetti di batteria MIDI per Toontrack: Library of the Extreme: Blasts and Fills,  Death & Thrash,  Fill Insanity e Metal Beats e ha contribuito con tracce MIDI a The Metal Foundry SDX e Metal EZX.

## Discografia

### Solista
- 1999 - Voices of Presence

### Con i Megadeth
- 2022 - The Sick, the Dying... and the Dead!

### Con i Soilwork
- 2005 - Stabbing the Drama
- 2007 - Sworn to a Great Divide
- 2010 - The Panic Broadcast
- 2013 - The Living Infinite

### Con gli Scarve
- 2000 - Translucence
- 2002 - Luminiferous

### Con i Sybreed
- 2007 - Antares

### Con gli Aborted
- 2004 - Goremageddon: The Saw and the Carnage Done